# Zygaena lavandulae
Zygaena lavandulae is een vlinder uit de familie bloeddrupjes (Zygaenidae). De wetenschappelijke naam is voor het eerst geldig gepubliceerd in 1783 door Esper.
De soort komt voor in Europa.